# Sing the Changes
«Sing the Changes» es una canción compuesta por el músico británico Paul McCartney y publicada en el álbum del grupo The Fireman Electric Arguments. La canción fue publicada como sencillo el 22 de diciembre de 2008.

## Actuaciones en directo
McCartney interpretó la canción con su banda durante la gira Summer Live '09, incluyendo su aparición en el programa de televisión Late Show with David Letterman el 15 de julio. Durante su concierto en el Late Show, McCartney y su banda tocaron siete canciones en un concierto reducido sobre la marquesina del teatro Ed Sullivan, aunque solo se emitieron por televisión dos canciones, «Sing the Changes» y «Get Back». McCartney actuó por primera vez en el teatro Ed Sullivan en su primer viaje con The Beatles a los Estados Unidos en febrero de 1964.
La aparición de McCartney en Late Show precedió a una serie de tres conciertos ofrecidos como inauguración del Citi Field de Nueva York. La inauguración de Citi Field fue prevista para imitar la primera actuación de The Beatles en Shea Stadium en 1965, en cuyo lugar se ubica el actual Citi Field. Las actuaciones de McCartney en Citi Field fueron grabadas y publicadas en el doble álbum en directo Good Evening New York City.